# Красноярське (Шосткинський район)
Красноя́рське — село в Україні, у Зноб-Новгородській селищній громаді Шосткинського району Сумської області. Населення становить 17 осіб. До 2020 орган місцевого самоврядування — Очкинська сільська рада.

## Географія
Село Красноярське знаходиться за 2 км від лівого берега річки Десна, нижче за течією на відстані 1,5 км розташоване село Очкине. Річка в цьому місці звивиста, утворює лимани, стариці й заболочені озера.

## Назва
За переказами, свою назву Красноярське запозичило від назви ярів, що залишилися від виробітку червоної глини для виробництва цегли.

## Символіка
На гербі зображено червоний (красний) яр, що відображає назву села та є промовистим символом. Червоне мурування уособлює червону глину, яку видобували для виробництва цегли, що спричинило утворення ярів у цій місцевості. Золотий плуг символізує родючі землі, обробка яких стала основою для заснування села. Голова теляти з півмісяцем вказує на місцеву ферму, що спеціалізувалася на вигодівлі телят, де півмісяць символізує ясла.

## Історія
Красноярське було засновано в середині 1920-х років селянами села Очкине, які відчували нестачу в орних землях у себе в селі. Воно швидко розросталося і до кінця 1926 налічувало 55 дворів, у яких проживало 273 жителі.
У роки Німецько-радянської війни німецькі окупанти спалили в Красноярському 57 дворів і розстріляли 5 мирних жителів. Однак у 1950-х роках село було відновлено. У ньому були побудовані ферма для відгодівлі телят, магазин, клуб, бібліотека і початкова школа, яка діяла до 1969 року.
Починаючи з 1970-х років кількість дворів і чисельність населення в Красноярському почала знижуватися, а село приходити в запустіння. На 1 січня 2008 року в ньому залишилося всього 9 жителів, а нині ще менше.
12 червня 2020 року, відповідно до розпорядження Кабінету Міністрів України № 723-р «Про визначення адміністративних центрів та затвердження територій територіальних громад Сумської області», село увійшло до складу Зноб-Новгородської селищної громади.
19 липня 2020 року, в результаті адміністративно-територіальної реформи та ліквідації Середино-Будського району, село увійшло до складу новоутвореного Шосткинського району.

## Населення
Згідно з переписом УРСР 1989 року чисельність наявного населення села становила 41 особа, з яких 21 чоловік та 20 жінок.
За переписом населення України 2001 року в селі мешкало 17 осіб.

### Мова
Розподіл населення за рідною мовою за даними перепису 2001 року:
| Мова       | Відсоток |
| ---------- | -------- |
| Українська | 58,82 %  |
| Російська  | 41,18 %  |